# Jamaal Tinsley
Jamaal Lee Tinsley (Brooklyn, Nova Iorque, 28 de Fevereiro de 1978)  conhecido simplesmente como Jamaal Tinsley é um jogador profissional de basquetebol de nacionalidade norte americana. Jamaal é agente livre desde 2013 quando defendeu o Utah Jazz.